# Праксітель
Праксітель (грец. Πραξιτέλης, близько 390 до н. е. — близько 330 до н. е.) — давньогрецький скульптор доби пізньої класики, головний представник новоаттичної школи пластики. Учень скульптора Кефісодота.

## Життєпис
Працював переважно в Афінах. Твори Праксітеля, виконані головним чином у мармурі, відомі за античними копіями і свідченням давніх авторів. В оригіналі збереглася лише знайдена в Олімпії група Гермес із немовлям Діонісом (близько 340 до н. е., Археологічний музей Олімпії), однак ряд вчених все ж вважає її пізнішою копією. У ранніх роботах (Сатир, який наливає вино, близько 375 до н. е.) Праксітель в основному наслідує принципи Поліклета.
У створених Праксітелєм образах богів і богинь переважає споглядальний настрій. Скульптор досягає враження ідилічних, одухотворених образів за допомогою надзвичайно тонкої обробки мармуру, віртуозного використання світотіньових ефектів (завдяки чому окремі поверхні плавно перетікають одна в іншу, виникає ефект «вологого погляду»).
Серед найвідоміших творів Праксітеля:
- Аполлон Сауроктон (тобто Аполлон Ящірковбивця, близько 370 до н. е.);
- Афродіта з острова Кос (близько 360—350 до н. е.), що милується своїм відображенням у дзеркалі;
- Афродіта Кнідська (близько 350 до н. е.) — найпрославленіша, ще у давнину, робота Праксітеля;
- Сатир відпочиває.

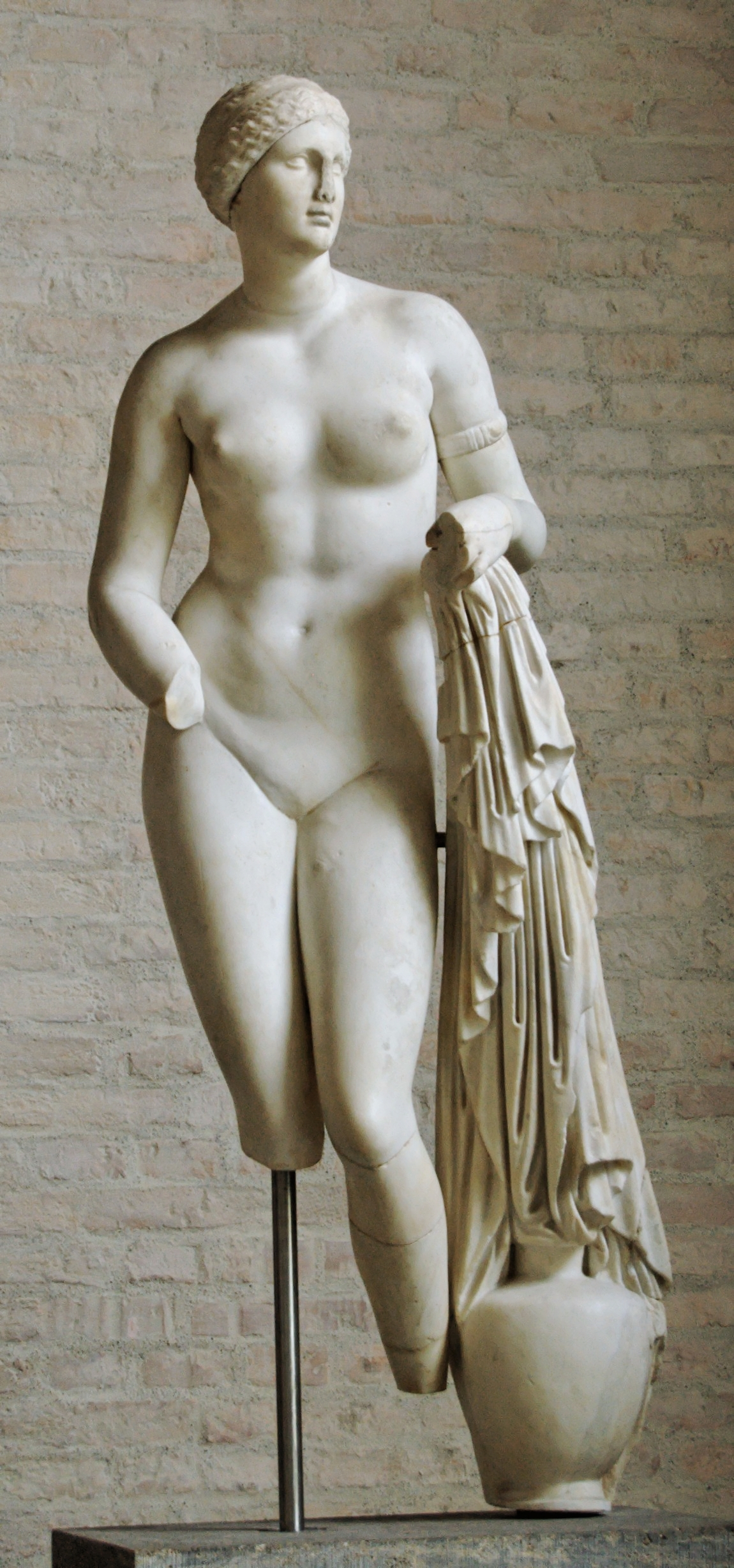
Римська копія Афродіти Кнідської, Гліптотека, Мюнхен
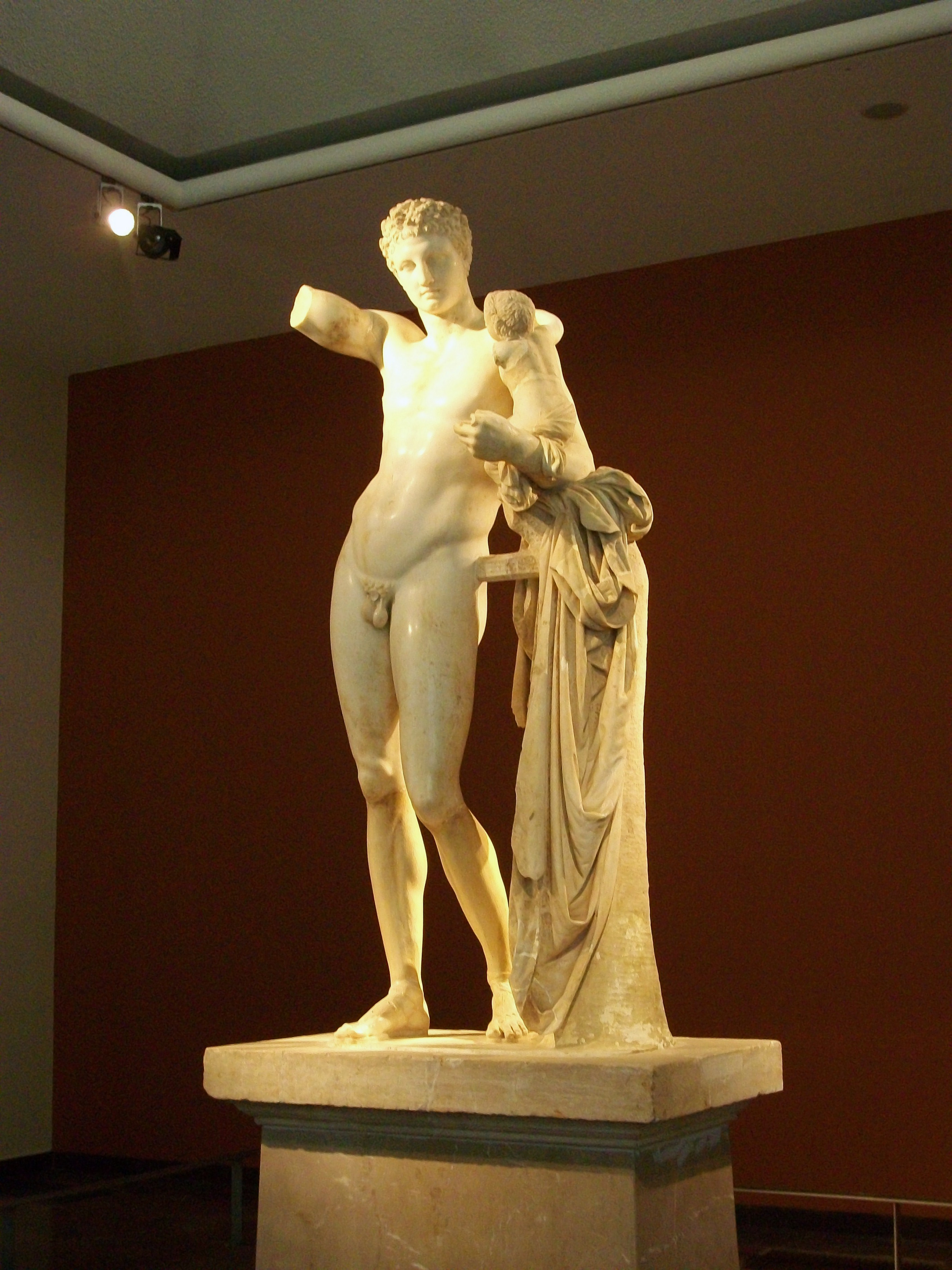
Гермес із немовлям Діонісом
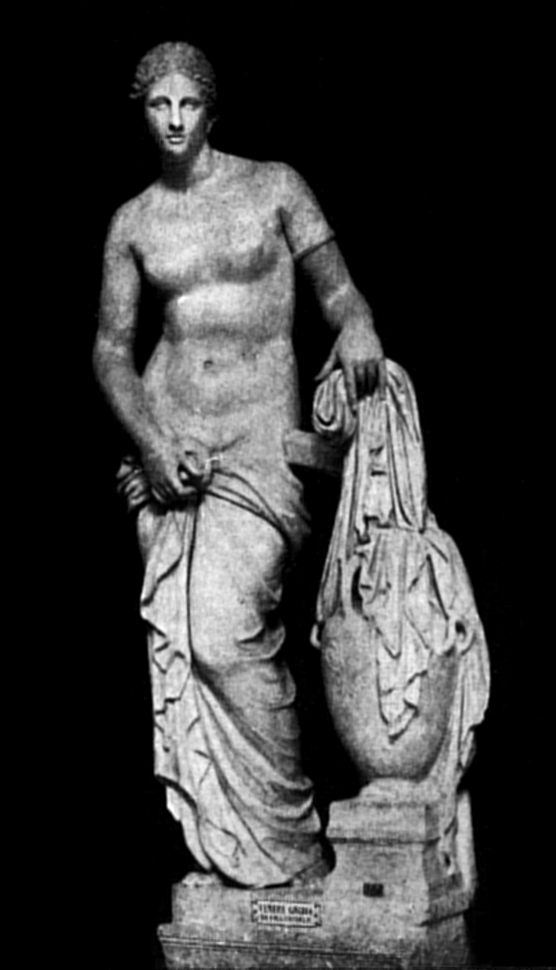
Афродіта Кнідська
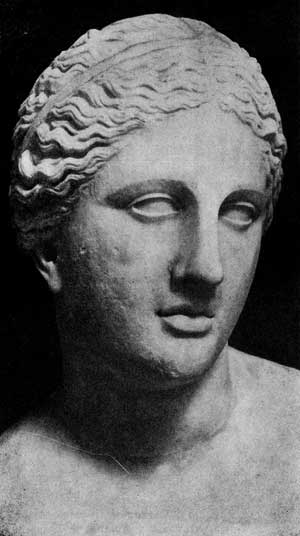
Афродіта Кнідська («Венера Колонна»)
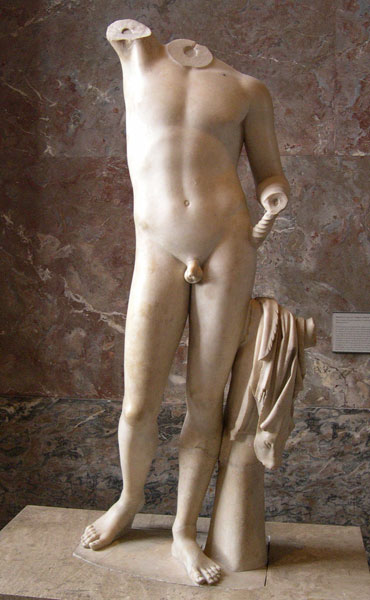
Сатир, що наливає вино
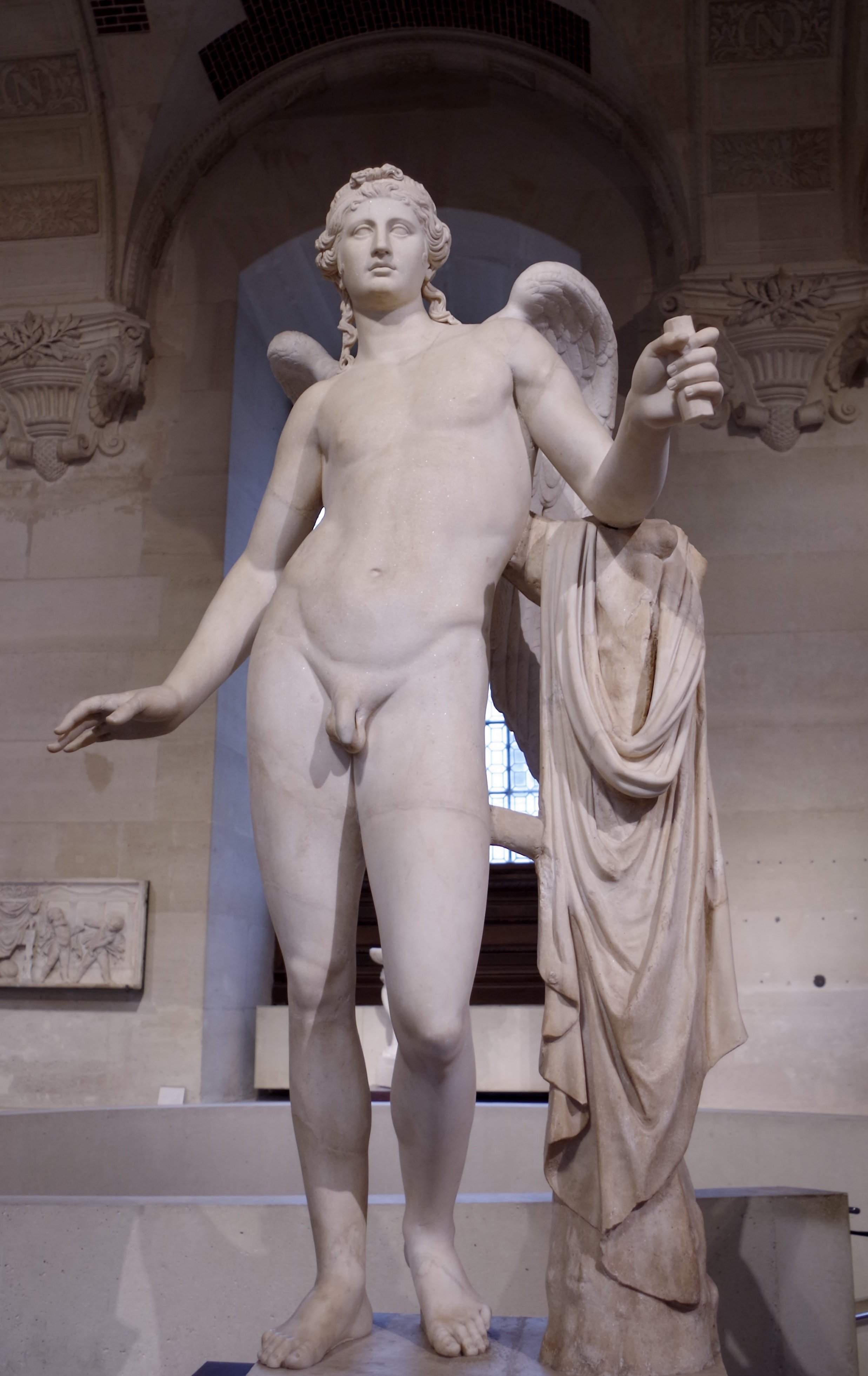
Ерот («Геній Боргезе»)
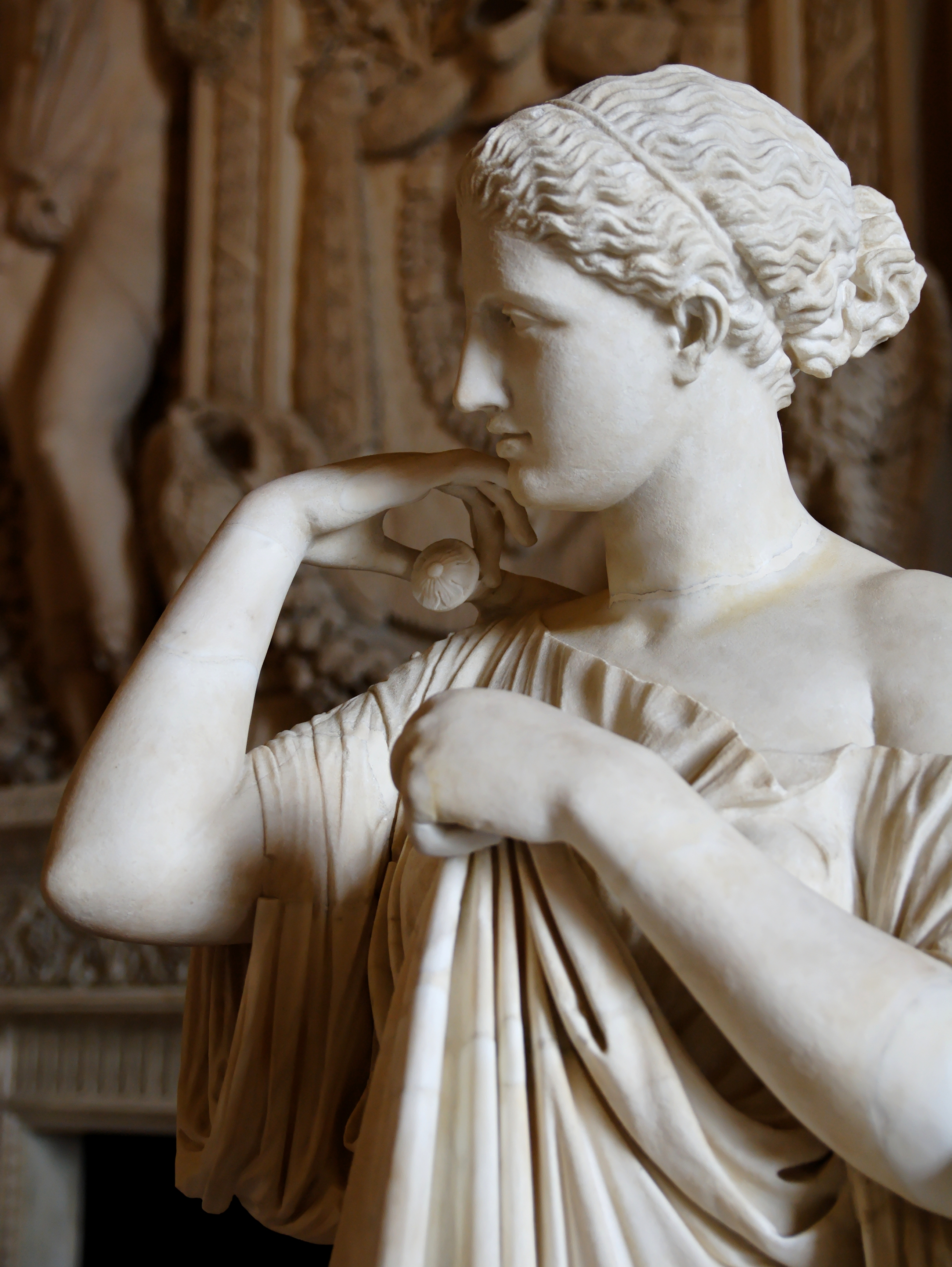
Артеміда Габійська
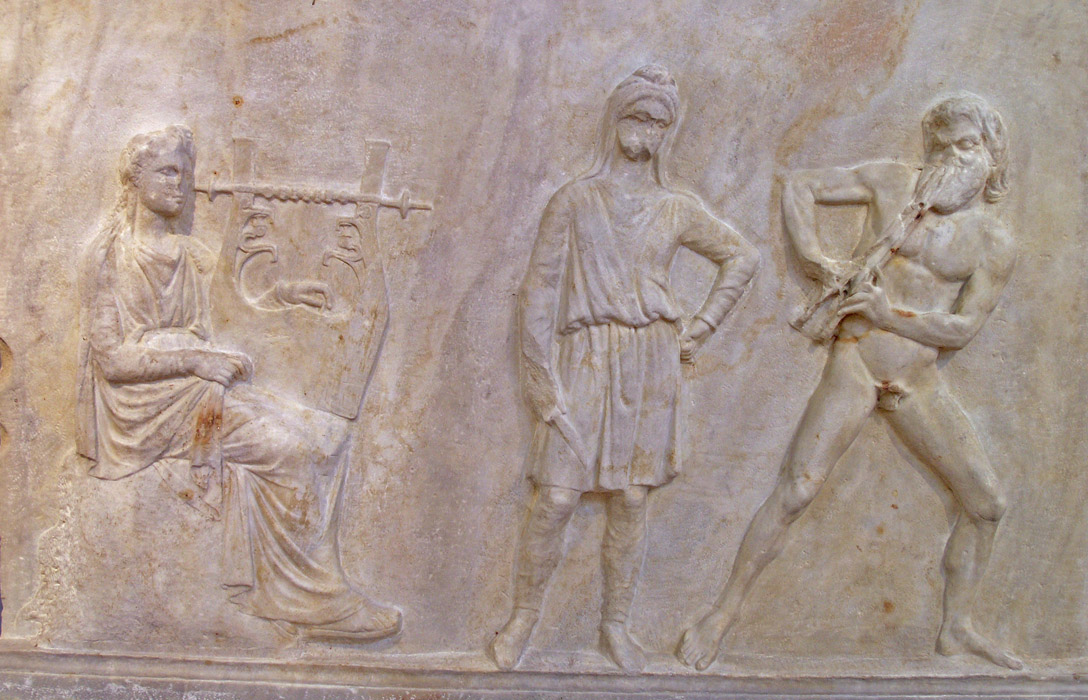
Аполлон і Марсій на рельєфній плиті з Мантинеї
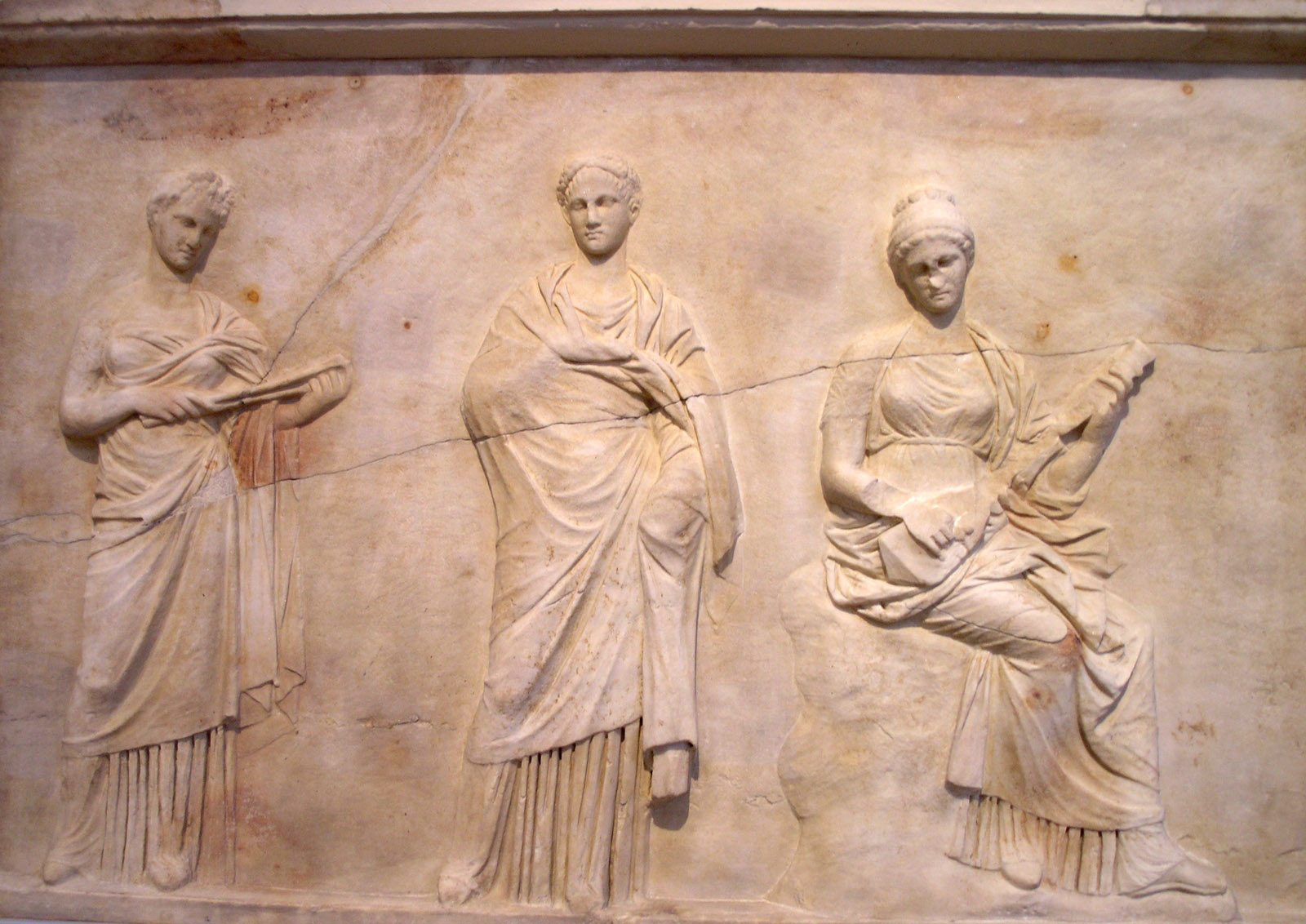
Музи. Рельєфна плита з Мантинеї
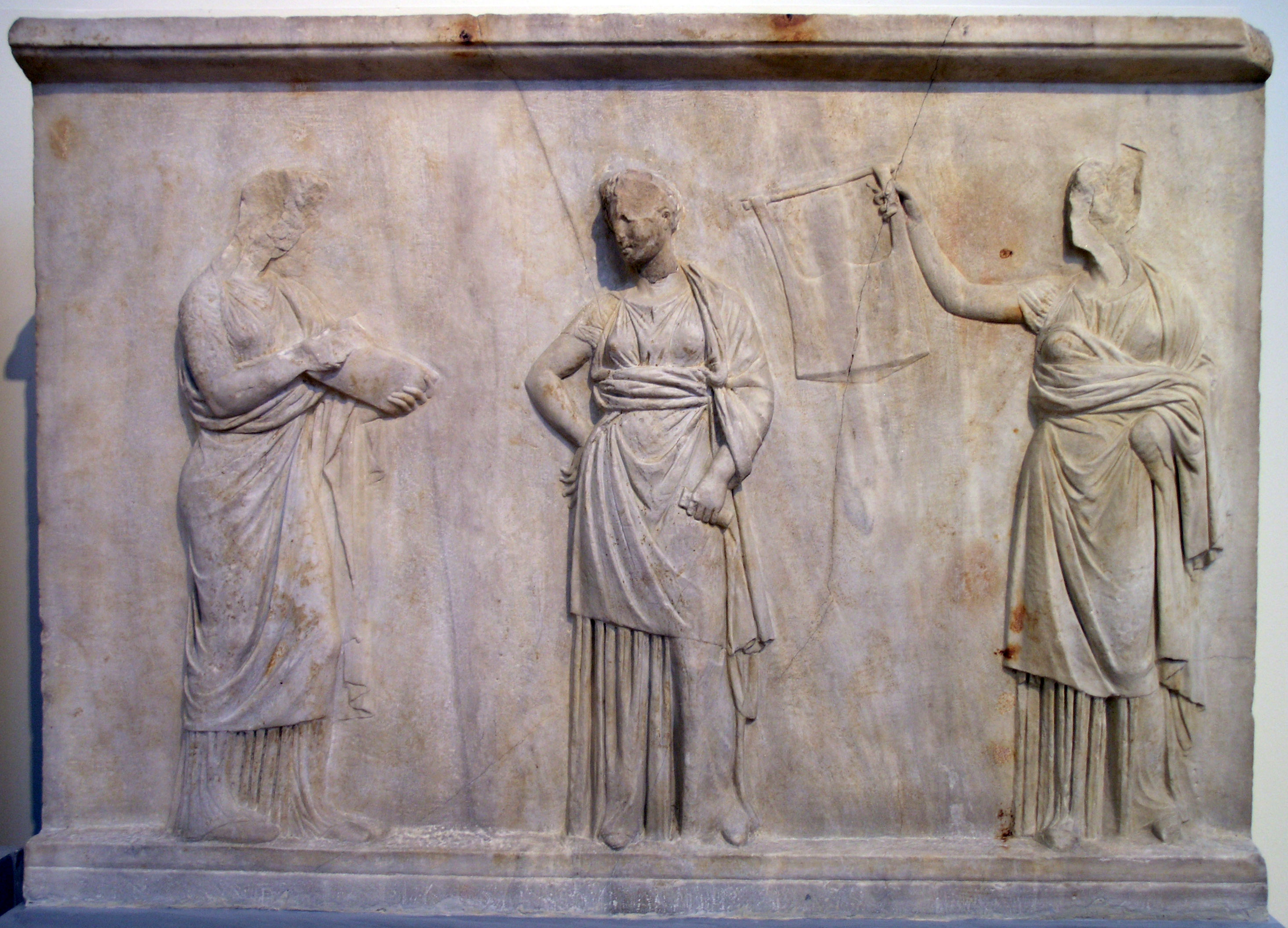
Музи. Рельєфна плита з Мантинеї